# Lepidoblepharis peraccae
Espèce
Statut de conservation UICN

 LC  : Préoccupation mineure
Lepidoblepharis peraccae est une espèce de geckos de la famille des Sphaerodactylidae.

## Répartition et habitat
Cette espèce est endémique du sud-ouest de la Colombie. Elle vit dans la forêt tropicale humide de basse altitude.

## Description
C'est un gecko longiligne de couleur brun sombre, avec des lignes plus claires le long du corps, surtout visibles sur la moitié arrière du corps. On note également une bande transversale claire à l'arrière de la tête.

## Étymologie
Cette espèce est nommée en l'honneur de Mario Giacinto Peracca.

## Publication originale
- Boulenger, 1908 : Descriptions of new South-American reptiles. Annals and magazine of natural history, ser. 8, vol. 1, p. 111-115 (texte intégral).